# Темпе
Темпе  е традиционен соев хранителен продукт, произлизащ от Индонезия. То се прави с контролирана ферментация на соеви зрънца и се оформя в сбита форма, напомняща вегетариански бургер. Темпе се отличава в традиционната соева кухня с факта, че не произлиза от Синосферната кухня.
Произлизайки от днешна Индонезия, и популярно най-вече на остров Ява, където представлява основен източник на протеини. Както тофуто, темпе е направено от соеви зърна, но е изцяло соев продукт с различни хранителни характеристики и качества.
Ферментационен процес на темпето и задържането на цялото бобче, му придава по-високо съдържание на протеини, диетични фибри и витамини. То е с твърда структура и земен аромат, който става все по-ясно изразен с възрастта на продукта. Заради неговата хранителна стойност, темпе се използва във вегетарианска кухня по целия свят, където се използва като аналог на месото.

## История
Темпе е възникнал в днешна Индонезия, вероятно на остров Ява. Соята като основна съставка на темпето е била призната в Ява и се споменава като kadêlê в стария явански ръкопис Serat Sri Tanjung около 12 до 13 век. Най-ранното известено споменаване на темпето е през 1815 г. в Serat Centhini.
Откриването на темпе е свързан с производството на тофу в Ява. Тофу индустрията е въведена за Ява от китайските имигранти CIRCA през 17 век. Индонезийския китайски историк Ong Хок Ham предполага, че темпе случайно е разкрито като страничен продукт от производството на тофу в Ява; при изхвърляне на совеия остатък е забелязано че от спорите израства определени белезникавови гъбички, които е установено, че са подходяюи за ядене. Етимологията на понятието темпе  се предполага че е извлечено от стария явански tumpi, белезникава храна, направена от sagoo, докато историкът Денис Lombard предполага, че той е свързан с местния термин tape или tapai което означава „ферментация“. Три подробни, напълно документирани истории на темпе, в световен мащаб, са били написани, всичките от Shurtleff и Aoyagi (1985 г., 1989 г. и 2001 г.).

## Производство
Започва се с цели соеви зърна, които са омекотени чрез накисване и олющтватване, след това частично варени. Специални темпета могат да бъдат направени от други видове бобови култури, пшеница, или могат да включват смес от зърна и цели зърна.
Лек подкислител, обикновено оцет, може да се добави за понижаване на рН и да се създаде среда, която да благоприятства вкустът на темпе пред конкурентите. Ферментационен стартер, съдържащ спори от гъбички Rhizopus oligosporus или Rhizopus oryzae се смесва. Зърната са разпределени в тънък слой и се оставят да ферментират в продължение на 24 до 36 часа при температура около 30 °C (86 °F). В добро темпе, зърната са плътно залепени заедно с матов бял мицел.
Традиционното темпе често се произвежда в Индонезия, използвайки листа Hibiscus tiliaceus. Долната страна на листата са покрити с мъхести косми, известни като технически trichomes до която може да бъде намерен мухъл Rhizopus oligosporus в дивата природа. Соята се пресова в листата, и се оставя за съхранение. В резултат на ферментацията възниква темпето.
В условията на по-ниска температура, или по-висока вентилация, сиви или черни петна от спори могат да се образуват на повърхността-това не е вредно, и не следва да се отразява на вкуса или качеството на темпе. Това е нормално образуване на спори на зряло темпе. A лека миризма на амоняк може да придружи темпето като ферментира, но не трябва да бъде твърде ярка. В Индонезия, зрели темпета (два или повече дни) се смятат за деликатес. Тези стари темпета обикновено се нарича Темпе bosok (гнило темпе) в Ява или темпе kemarin (вчерашно темпе), което има леко остър аромат, и обикновено се използва за добавяне на вкус в явански sayur lodeh ястие.

## Хранителна стойност
Соевите въглехидрати в темпето са по-смилаеми в резултат на процеса на ферментация. По-специално, олигозахариди, свързани с газовете и лошо храносмилане, са силно намалени от културата Rhizopus. В традиционните темпе цехове, закваската често съдържа полезни бактерии, които произвеждат витамини като B12  (макар че не е сигурно дали това B12 винаги присъства).В западните страни, по-често да се използва чистата култура, съдържаща само Rhizopus oligosporus, което го прави с много по-малко B12 и може да се лишите Citrobacter freundii и Klebsiella pneumoniae, за които е доказано, че показва значителни нива на В12 (присъстващи в темпето).  Дали тези аналози са верни, бионаличен B12, все още е в процес на проучване.  Процесът на ферментация също така намалява фитинова киселина в соята, което от своя страна позволява на тялото да абсорбира минералите, че соята предоставя.

## Приготвяне
В кухнята, темпе е често приготвяно рязано на парченца, потопено в солена вода или сос, и след това пържено на тиган. Сготвеното темпе може да бъде ядено само или използвано с приготвянето на чили, супа, салата, сандвич и т.н. Специфичният комплексен вкус на темпе е определен като вкусен, месест и напомнящ гъбите. Замразява се добре и се лесно откриваем по западните магазини, както и по био специализираните пазари. Темпе се представя добре като рендосаното сирене, след което може да се използва на мястото на говеждо месо (например в такос).
Когато нарязан на тънки резени и добре запържен в масло, темпето има хрупкава златиста коричка, като вътрешността се запазва мека – неговата гъбова консистенция го прави подходящ за мариноване. Сухото темпе (било то варено или сурово) е по-лесно преносимо и трайно. То може да се използва като база за яхния. Понякога, когато темпето е нарязано на кубчета и се остави в хладилника, то ще създаде бял пух около разреза. Това е нормално и все още годно за консумация.

## Типове
| Име                       | Описание |
| ------------------------- | --- |
| tempe bacem               | варено темпе с подправки и палмова захар, след това запържено за няколко минути за да подсили вкуса си. Резултата е влажено, пикантено, сладко и тъмно оцветено темпе                                   |
| tempe bongkrek            | направено от кокосово кюспе (погледни по-долу) |
| tempe bosok (busuk)       | печено темпе, използвано в малко количество за вкус |
| tempe gembus              | направено от окара (вид соева паста) |
| tempe gódhóng             | темпе завито с бананови листа |
| tempe goreng              | добре изпържено темпе |
| tempe mendoan             | тъно нарязано, начукано и добре изпържено темпе |
| tempe kedelai             | сурово темпе |
| tempe kering              | сурово, нарязано на малки пръчици, добре изпържено, смесено със захар и подправки, често се добавя отделно запържени фъстъци и аншоа (ikan teri), може да се съхрани до 1 месец, ако е добре приготвено |
| tempe murni               | темпе приготвено в пластмасова обвивка без никакви добавки като сурова папая (чисто соево кюспе) |
| tempe oncom (also onchom) | направено от фъстъчено кюспе, оранжево на цвят с Neurospora sitophila |

Нова форма на темпе базирано на ечемик и овес, вместо соя е разработено от учени в шведското министерство на Food Science през 2008 г. То може да се произвежда различни климатични райони, където не е възможно да расте соя.

### Tempe bongkrèk
Темпе bongkrèk  е вид темпе от Централна Ява, най-вече в област Banyumas, приготвяно скокос. Този вид темпе понякога е заразено с бактерията Burkholderia gladioli, и произвежда токсини в организма (bongkrek киселина и toxoflavin) от кокосовия орех, освен това убива гъбичките Rhizopus благодарение на антибиотичната активност на bongkrek киселина.
Смъртните случаи от замърсени Темпе bongkrèk са били някога разпространени в областта, в която се произвежда. Поради тази приичина, продажбата му днес е забранено от закона; но тайно продължава да се производа, поради популярния си аромат. Проблемът на замърсяване не се среща при бобовите и зърнените темпове, които имат различен състав на мастни киселини, не е благоприятнни за растежа на B. gladioli, но насърчаващи растежа на Rhizopus. Когато бобовото или житното темпе има правилния цвят, текстура и миризмата, това е силна индикация, че продуктът е безопасен. Жълтот темпе bongkrèk винаги е силно токсичен, поради toxoflavin, но темпе bongkrèk с нормална окраска може все още да съдържа смъртоносни количества bongkrek киселина.

### Tempe mendoan (мендуан)
Това е вариант на приготвяне на темпе, най-често срещан в Purwokerto. Произходът на думата mendoan е отдиалекта в района Banyumas, което означава „да се сготви веднага в много горещо масло“, като това води до продукт, готвен от външната страна, но суров или частично приготвен от вътрешната страна, с мека текстура. Темпето се потапя в брашно с подпрявки, преди да сеипържене в горещо олио за кратко време. Темпе mendoan може да изглежда като полуготово, пържено меко темпе, за разлика от добре изпърженото темпе.

## Консервиране
Прясно направеното, сурово темпе остава годно за няколко дни при стайна температура. Темпето няма киселини и не съдържа големи количества алкохол. То обаче, притежава по-силна съпротива срещу липиднато оксидация от неферментиралата соя, поради своите антиоксидантно съдържание.